# Aphidius masonaphis
Aphidius masonaphis är en stekelart som beskrevs av Liu 1977. Aphidius masonaphis ingår i släktet Aphidius och familjen bracksteklar. Inga underarter finns listade i Catalogue of Life.